# Nederlandse spelling van achternamen
De achternaam (of persoonsnaam) van een persoon wordt in het Nederlands altijd met een hoofdletter geschreven, evenals de voornaam.
Bij een naam met tussenvoegsels, zoals Pieter van der Meulen, is de schrijfwijze in Nederland en België echter verschillend:

## Nederland
In Nederland schrijft men tussenvoegsels met een kleine letter als de voornaam, voorletters, andere achternaam (partner) of adellijke titel ervoor staan. Zo is het Pieter van der Meulen, P. van der Meulen en de heer P. van der Meulen en baron van Voorst tot Voorst. In alle andere gevallen wordt het eerste tussenvoegsel met een hoofdletter geschreven: de heer Van der Meulen; De vergadering werd door Van der Meulen genotuleerd.
- Bij het op alfabetische volgorde plaatsen van namen wordt in het Nederlands uitgegaan van het 'hoofdwoord' in de achternaam. Pieter van der Meulen zal dus te vinden zijn onder de M, en niet onder V.

Deze schrijfwijze is tot aan de invoering van het GBA (Gemeentelijke Basisadministratie Persoonsgegevens) gehanteerd; echter met de invoering van het GBA is het aan de eigenaar van de naam om te bepalen hoe de schrijfwijze van zijn naam dient te zijn. Zo kan het voorkomen dat tussenvoegsel(s) een onderdeel van de achternaam zijn geworden (achternaam is dan van der Meulen); of dat de tussenvoegsel(s) al dan niet met een hoofdletter dient/-en te worden geschreven (tussenvoegsel(s) wordt dan Van der of Van Der). Dit ziet men vooral in Zeeuws-Vlaanderen optreden, alwaar de schrijfwijze vanuit België wordt overgenomen.
- Bij gehuwden en geregistreerde partners die hun eigen naam achter de naam van hun partner voeren, wordt de eigen naam ook met een kleine letter geschreven. Zo wordt het Janneke ten Berge-van der Meulen, maar mevrouw Ten Berge-van der Meulen.
- Uitzondering zijn namen als ’t Hart of d'Ancona. Deze worden altijd met een kleine ’t of d' geschreven, ook als het gaat om mevrouw d'Ancona.[2]
- Bij sommige familienamen - zoals VerLoop, VerLoren van Themaat, VerHuel - komt na het voorvoegsel 'Ver' dat onderdeel van de naam uitmaakt, opnieuw een hoofdletter.

## België
In België wordt de achternaam meestal op dezelfde manier geschreven als deze op de identiteitskaart is aangegeven. Als de naam daarop aangegeven is als Pieter Van der Meulen, schrijft men Van met een hoofdletter. Staat er echter Pieter van der Meulen, dan schrijft men van met een kleine letter, behalve aan het begin van een zin.
- De schrijfwijze van de naam van een gehuwde vrouw die haar geboortenaam toevoegt, blijft ook onveranderd.
- Namen als d'Ancona of D'Ancona worden evenmin aangepast.
- Sommigen menen in namen met een tussenvoegsel in kleine letters een indicatie te zien dat de persoon tot de adel behoort of adellijke voorouders gehad heeft. Zo wordt de achternaam van de Belgische koningin Mathilde geschreven als d'Udekem d'Acoz. Dit is echter niet altijd zo.
- Schrijfwijzen als 'Ver eecke' of 'Van dermeulen', die naar Nederlandse gewoonten wat zonderling lijken, zouden vaak te wijten zijn aan de foute inschrijving in het bevolkingsregister door van oorsprong Franse of Franstalige ambtenaren. Als een naam eenmaal bij de burgerlijke stand geregistreerd is, blijft die echter in principe onveranderd. Nederlanders die naar België verhuizen, worden daar volgens hun officiële schrijfwijze in de gemeenteregisters ingeschreven, en behouden die dan verder. Eventuele in België geboren kinderen krijgen dezelfde naam met dezelfde schrijfwijze.
- Het alfabetisch op volgorde zetten gebeurt dan ook op grond van de officiële schrijfwijze, en men houdt geen rekening met kleine of grote letter, met wel of geen spaties, noch met wat het "hoofdwoord" van de naam zou kunnen zijn. Pieter van der Meulen zal in België dus te vinden zijn onder de V, en niet onder M.